# Trevor Francis
Pour les articles homonymes, voir Francis.
Trevor Francis, né le 19 avril 1954 à Plymouth et mort le 24 juillet 2023, est un footballeur international anglais reconverti entraîneur. Son plus beau fait d'armes fut le but de la tête inscrit en finale de la Coupe d'Europe des clubs champions 1979. Il permit à Nottingham Forest de gagner le trophée pour la première fois. Il fut le premier joueur transféré pour un million de livres entre Birmingham City et Notthingham Forest.

## Palmarès

### Joueur
- Nottingham Forest
  - Vainqueur de la Coupe des clubs champions européens en 1979 et 1980
  - Vainqueur de la Supercoupe de l'UEFA en 1979
  - Finaliste de la Coupe intercontinentale en 1980
  - Finaliste de la League Cup en 1980.

- Sampdoria
  - Vainqueur de la Coupe d'Italie en 1985
  - Finaliste de la Coupe d'Italie en 1986.

- Rangers FC
  - Vainqueur de la Coupe de la Ligue écossaise en 1987.

### Entraîneur
- Sheffield Wednesday
  - Finaliste de la Coupe d'Angleterre en 1993
  - Finaliste de la League Cup en 1993.

- Birmingham City
  - Finaliste de la League Cup en 2001.

### Distinctions personnelles
- Membre de l'équipe-type du championnat d'Angleterre en 1977, 1978 et 1982.